# 古田新太のオールナイトニッポン
『古田新太のオールナイトニッポン』（ふるたあらたのオールナイトニッポン）は、かつてニッポン放送で1991年1月から1992年10月まで放送されていたラジオ番組である。パーソナリティは古田新太。

## 概要
1991年1月、それまで長年放送されていた『ビートたけしのオールナイトニッポン』の後継として木曜1部に登場した。この番組は容赦ない下ネタと自身の大好きなハードロックをかけまくるプログラムで大きな支持を得た。特に下ネタの過激さは相当なもので、放送開始から終了までにスタッフが始末書を書かなかった週は2回しかなかったとも言われる。
キャッチフレーズは「世界で一番偏差値が低いラジオ番組」であった。タイトルコールの前には必ず「聴くと頭が悪くなる、世界で一番偏差値が低いラジオ番組」とコールしていた。

## コーナー
- パニックインマイルーム
  - 様々なシチュエーションで、オナニーを見られたときの言い訳をするコーナー。タイトルの元ネタは宍戸留美のCDシングル。
- クイズ私が正解です
  - 2時の時報の直後に始まる、この番組の看板といえるコーナー。女性リスナーが電話出演。古田からのスケベな質問に色っぽい声で解答する。序盤では主にリスナーのプロフィールや性体験などについて独自の隠語を使って質問していく（例：「○○（リスナー）のパックリーナには今まで何本の竿が入っちゃいましたか!?」）。終盤では強いエコーをかけてリスナーに何かを舐めるような音を出させる質問をし（例：「ある日○○が帰宅すると、ドアノブにおいしそうな生クリームが塗られていました。もったいないからなめろ!」）、締めでは毎回異なる単語（直接的に卑猥ではないが人によっては暗にそうした印象を持たなくもない微妙な言葉）をエコー入りで悩ましげな声で連呼させる（例：「“亀山”この言葉を、感情を込めて言って下さい」）。
- 大阪パノラマチンコボーイズ
  - 当時ブレイクしていた『東京パノラママンボボーイズ』のパロディ。彼らの曲『パチンコ』の替え歌『オチンコ』を作り、後に福山雅治も自身の番組のオープニングでこれをアカペラで歌っていた。
- 知りたくないつもり
  - 日本テレビの番組『知ってるつもり?!』のパロディ。聞いてもほとんど役に立たないような豆知識ネタ（例：「関口宏の妻は、元歌手の西田佐知子である」等）をひたすら読んでいくもの。読み上げた後必ず古田の声で「知・り・た・く・ねえ〜」というフレーズが流れ、また次のネタへ移るというものだった。当然ながら下ネタ関係も多かった。
  - 当初は古田自身がハガキを読んでいたが（時にはハードロックをBGMにハガキを絶叫しながら読む「ライブバージョン」なるものもあった）、後期はニッポン放送のアナウンサーにニュース風に読ませていた。
- 貴花田な奴
  - 古田扮する貴花田がリスナーからのくだらない質問にものまねで答える。最後に必ず「うるさい」と突き飛ばす。
- 大仁田な奴
  - 大仁田役のスタッフ（ボイスチェンジャーで声色を変えている）と古田がかけあい漫才的なことをやる。最後に必ず「わから〜ん」というオチでしめる。
- ハダカーマン
  - 古田が全裸姿の正義の味方を演じるラジオドラマ。ヒロイン役は主に羽野晶紀が演じた。
- ラジオ4コマ劇場
- 邪道な性教育
- 目指せハードロック・ヘビーメタル
- もっとがんばれ山形新幹線
- いらないものサンバ
  - リスナーから寄せられた、世の中でいらない、無駄だと思ったもののネタ（例：「世界各地の天気予報」「教科書の最後のページにある編集委員の名前」）をサンバのリズムに合わせて紹介[1]、

## ゲスト
- 1991年5月16日：宍戸留美 （伊集院光も乱入という形で出演）
- 1991年12月19日：浅草キッド、電気GROOVE
  - 『マイナーパーソナリティ座談会』と題して、当時月曜2部（月曜深夜3:00〜5:00）パーソナリティの浅草キッドと、土曜2部（土曜深夜3:00〜5:00）パーソナリティの電気GROOVEが出演。
- サイレントメビウスの映画宣伝のために女性声優3人がゲスト出演した日では、「クイズ私が正解です」のゲストとして登場し、プロの声優としての演技力を発揮した。

## エンディングテーマ
- Love Bites（デフ・レパード） ※ アルバム「ヒステリア」収録